# Oleksandrivka, Lubnî
Oleksandrivka (în ucraineană Олександрівка) este un sat în comuna Mîhnivți din raionul Lubnî, regiunea Poltava, Ucraina.

## Demografie
Componența lingvistică a localității Oleksandrivka
     Ucraineană (98,71%)
     Rusă (1,29%)
Conform recensământului din 2001, majoritatea populației localității Oleksandrivka era vorbitoare de ucraineană (98,71%), existând în minoritate și vorbitori de rusă (1,29%).